# Juventus Basket Pontedera
Il Gruppo Sportivo CSI Juventus Basket Pontedera S.S. s.r.l. è stata la principale società di pallacanestro femminile di Pontedera (PI).
Giocava al PalaBellaria di Pontedera e i suoi colori sociali erano il giallo e il rosso.

## Storia
Nel 2003-04 ha partecipato ai play-off, arrivando 3º nel girone B di Serie A2. Nel 2004-05 era ancora in Serie A2.
Nel 2005-2006 5° nel Girone Sud di Serie A2. Nel 2006-07 è giunto 10º nel Girone Sud di Serie A2.
Il 20 marzo 2008 vince la Coppa Italia di Serie A2.
Dopo aver dominato la Regular Season 2008-09 di Serie A2 vince anche i Play-off conquistando la serie A1 e la Coppa Italia di Serie A2.
Nell'estate 2009, la società rinuncia all'iscrizione in Serie A1.

## Cronistoria
| Cronistoria della Juventus Basket Pontedera. |
| --- |
| - 1974 · Fondazione della società e affiliazione alla FIP. - 1975-1981 · in Promozione. - 1982-83 · in Promozione, promossa in serie C. - 1983-84 · in Serie C, promossa in serie B. - 1984-1990 · in Serie B. - 1990-91 · in Serie B, retrocessa in Serie C. - 1991-1993 · in Serie C. - 1993-94 · in Serie C, promossa in serie B. - 1994-2001 · in Serie B. - 2001-02 · in Serie B, promossa in serie A2. - 2002-03 · 5ª nel Girone Nord della Serie A2. - 2003-04 · 3ª nel Girone B della Serie A2. - 2004-05 · 2ª nel Girone B della Serie A2. - 2005-06 · 5ª nel Girone Sud della Serie A2. - 2006-07 · 10ª nel Girone Sud della Serie A2. - 2007-08 · 2ª nel Girone Sud della Serie A2, semifinali play-off. Vincitrice della Coppa Italia di Serie A2 (1º titolo). - 2008-09 · 1ª nel Girone Sud della Serie A2, vince i play-off, promossa in Serie A1. Vincitrice della Coppa Italia di Serie A2 (2º titolo). - 2009 · Rinuncia all'iscrizione nella Serie A1. |

## Palmarès
- Coppa Italia di Serie A2: 2
2007-2008, 2008-2009